# Settasit Suvannaseat
Settasit Suwannaset (thailändisch เศรษฐสิทธิ์ สุวรรณเศรษฐ์, * 6. März 2002) ist ein thailändischer Fußballspieler.

## Karriere

### Verein
Settasit Suwannaset erlernte das Fußballspielen in der Jugendmannschaft von Chiangrai United. 2021 wurde er an den Drittligisten Chiangrai City FC ausgeliehen. 2022 kehrte er zu Chiangrai United zurück. Sein Pflichtspieldebüt für den Erstligisten aus Chiangrai gab er am 16. April 2022 in der AFC Champions League. Hier wurde er im Gruppenspiel gegen den japanischen Vertreter Vissel Kōbe in der 83. Minute für Shinnaphat Leeaoh eingewechselt. Sein Erstligadebüt für Chiangrai gab Settasit Suwannaset am 14. August 2022 (1. Spieltag) im Heimspiel gegen den Police Tero FC. Hier stand er in der Startelf und spielte die kompletten 90 Minuten. Chiangrai gewann das Spiel durch ein Elfmetertor des Brasilianers Victor Cardozo mit 1:0.

### Nationalmannschaft
Settasit Suwannaset spielt seit 2023 für die thailändische U23-Nationalmannschaft.